# 시나가와 수족관

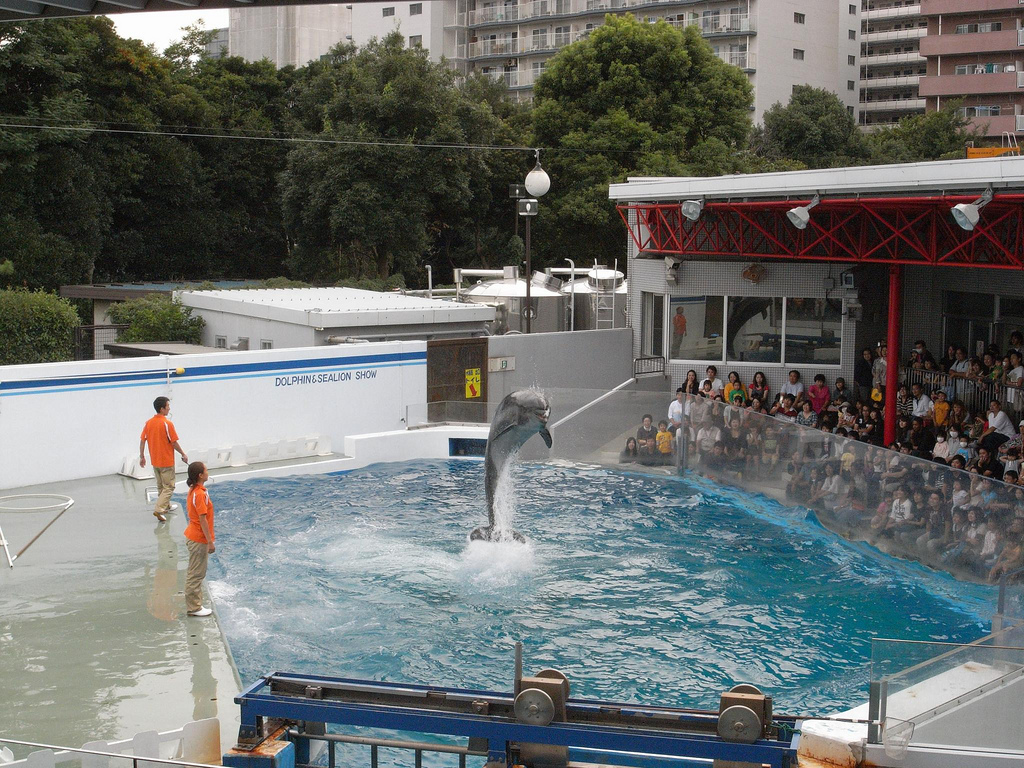
시나가와 수족관의 돌고래 쇼

시나가와 수족관(しながわ水族館)은 일본 도쿄도 시나가와구 시나가와 구민공원에 있는 수족관이다. 바다와 강의 만남을 테마로 하고 있다. 지하 1층, 지상 1층의 관내는 해면 플로어와 해저 플로어로 나누어 바다와 강에서 서식하는 다양한 해양 생물을 소개하고 있다.